# Extended play (álbum)
Extended Play es un EP de 2 discos (CD y DVD) de la banda británica de electropop Ladytron. El disco incluye varios remixes y sencillos inéditos, así como un DVD de 35 minutos con dos videos musicales y un documental de Ladytron en su gira en China.

## Lista de canciones del CD
1. "High Rise (Club Mix)"
2. "Nothing To Hide"
3. "Weekend (James Iha Mix)"
4. "Sugar (Jagz Kooner Mix)"
5. "Citadel"
6. "Destroy Everything You Touch (Catholic Version)"
7. "Tender Talons"
8. "Last One Standing (Shipps & Tait Mix)"

## Contenido del DVD
1. "Destroy Everything You Touch"
2. "Sugar"
3. "Once Upon A Time In The East: Ladytron In China"

- Datos: Q5222268